# あなたの人生の物語
『あなたの人生の物語』（あなたのじんせいのものがたり、原題: Story of Your Life）は、1998年より公開されたテッド・チャンによるアメリカ合衆国のSF中編小説である。トーア・ブックスより1998年刊行のアンソロジー『Starlight 2』に掲載。2002年には同名邦題の著者の短編集『あなたの人生の物語』(Stories of Your Life and Others)に収録された。
1999年にシオドア・スタージョン記念賞を、2000年にネビュラ賞 中長編小説部門を受賞。
2016年には、エリック・ハイセラー脚本の脚色で制作された映画化『メッセージ』(Arrival)が公開された。

## プロット
言語学者のルイーズ・バンクス博士が娘を妊娠した日に、生まれてくる娘に対して語りかける形で物語は綴られる。
バンクス博士は、人類とのファーストコンタクトを開始した放射相称の肉体を持つエイリアンとのコミュニケーションを取るために軍から協力を求められた。
ヘプタポッド（7本脚）と呼称されるそれらは2つの言語を持っていた。発話言語であるヘプタポッドAは自由語順と深い階層に渡って句を文の中央に埋めこめることが特徴となっており、難解だが理解できないというほどではなかった。一方で書法体系であるヘプタポッドBは発話言語とは全く異なる2次元的構造をもっており、複数の文をひとつの巨大な記号で記すことが可能、さらに単一の表義文字（セマグラム）を文章全体の意味を変えることなく抜き出すことができないという性質をもっていた。すなわち、ヘプタポッドBで筆記を行う際、書き手は書きはじめた段階で文章の結末を知っていなくてはならないことになる。
この現象は、難航していた物理班のコンタクトが成功したことで理解される。基礎的な物理学を理解しなかったヘプタポッドは、フェルマーの原理には理解を示した。これは、光の屈折を「光は始めから辿りつくべき場所を知っており、そこに辿りつくまでにかかる時間を最小化するように道程を選ぶ」というかたちで記述する原理である。フェルマーの原理を始めとする変分原理は、人類にとっては直観的ではない考え方であったが、ヘプタポッドにとっては基本的な物理原理の一つだった。
バンクス博士は、物理班の情報とヘプタポッドBの現象から、彼らの時間認識の方法が、人類のように順次的なもの（因果論）ではなく、同時的なもの（目的論）であると理解する。彼らの認識では、原因と結果、前提と結論は交換可能なものであり、未来と過去に違いはない。逆に人類の因果論はヘプタポッドにとっては理解し難いもので、人類にとって基礎的な物理学がずっと理解されなかったのはそのためであった。
バンクス博士はヘプタポッドの書法を練習することによって、ヘプタポッド的な思考を行えるようになっていく。これにより彼女は未来の出来事を知るようになり、まだ生まれていない娘との幸せな日々、夫との破局、娘の成長、そして娘との事故による死別を垣間見る。
最後には悲劇が待っていると知りながら、バンクス博士は行動を変えることはできない。順次的思考と同時的思考は両立できず、片方で得た知識をもう一方に適用することはできない。すなわち、ヘプタポッド的思考で未来を知ったものは、その未来を誰にも告げてはならず、知ったとおりの未来に合わせて行動しなければならないという衝動が生じるためである。夫とも娘とも別れなければならないという未来を知っている博士は、それまでの道程のすべてに注意を払い、どんな細かなことも見逃すまいという決意を抱く。この物語を通じて、過去形で語られるヘプタポッドとのコミュニケーションに交じって、未来形で将来の出来事が語られていたが、それはバンクス博士が過去とともに未来を「回想」していたためであった。
ヘプタポッドたちは、ある日突然地球を去る。なぜ彼らが地球にやって来たのか、そしてなぜ去っていったのかが明かされることはなかった。

## 受賞歴
- 2000年ネビュラ賞中長編小説部門 - 受賞
- 1999年スタージョン賞 - 受賞
- 1999年ティプトリー賞 - ショートリスト入り
- 1999年ローカス賞中長編小説部門 - 10位
- 1999年ヒューゴー賞中長編小説部門 - ノミネート
- 1999年HOMer賞中長編小説部門 - ノミネート

## あなたの人生の物語 (短編集)
『あなたの人生の物語』（あなたのじんせいのものがたり、原題: Stories of Your Life and Others 直訳「あなたの人生と他人の物語」）は、2002年より出版されたテッド・チャンによるアメリカ合衆国の短編集である。8編の短編小説や中編小説からなる。

### 収録作品
- バビロンの塔 "Tower of Babylon" , 1990 ネビュラ賞 中編小説部門受賞
- 理解 "Understand", 1991
- ゼロで割る "Division by Zero", 1991
- あなたの人生の物語 "Story of Your Life", 1998 ネビュラ賞 中長編小説部門受賞
- 七十二文字 "Seventy-Two Letters", 2000
- 人類科学の進化 "The Evolution of Human Science", 2000
- 地獄とは神の不在なり "Hell Is the Absence of God", 2001 ネビュラ賞 中編小説部門受賞、ヒューゴー賞 中編小説部門受賞
- 顔の美醜について : ドキュメンタリー "Liking What You See: A Documentary", 2002

### 書誌情報
- 『あなたの人生の物語』 浅倉久志・他訳 ハヤカワ文庫SF1458、2003年9月、ISBN 4-15-011458-7